# コタバト
コタバト市（Cotabato City）は、フィリピン南部ミンダナオ島の南部に位置する都市の1つである。コタバト・ヴァレー（コタバト平野）の米など農業産品の集散地として古くから栄えた。街の中心は、ミンダナオ有数の大河リオ・グランデ・デ・ミンダナオ（ミンダナオ川）がモロ湾に注ぐところから数km遡ったところにある河港である。

## 概要
コタバト市はバンサモロ自治地域（BARMM）の北マギンダナオ州の境界内にあるが、その州からは独立している。バンサモロ自治地域にも属さないが、その事実上の中心都市となっており、行政機関や議会などが置かれている。バンサモロに住むムスリムの宗教的中心として重要な都市である。
近くにコタバト州があり混同されるが、コタバト州分割以前はコタバト市はコタバト州内にあったものの現在では離れた場所にあり何の関係もない。コタバト市はソクサージェン地方に組み込まれていて、この地方の中心的な役割を持つ都市である。

## 地理
北はリオ・グランデ・デ・ミンダナオの川を挟んでスルタン・クダラット町（Sultan Kudarat）と、東はカブンタラン町（Kabuntalan）と、南はダトゥ・オディン・シンスアット町（Datu Odin Sinsuat）と接している。街の西側がイラナ湾の沿岸で、その南に広がるモロ湾に続いている。面積は176.0km2、人口は325,079人（2020年国勢調査）である。

## 歴史
コタバトは、コタバト平野を潤す大河の川岸にあり、稲作やその集散、輸出で栄えてきた。この地域には20世紀に多くのキリスト教徒がフィリピン北部・中部から移住しているが、以前から強大な勢力を誇ったムスリムのマギンダナオ族（「氾濫原の人々」の意味）も多い。地元には民族音楽クリンタン（Kulintang）や独自の織物、かご、楽器作りなど、豊かな文化が伝えられている。
コタバト（Cotabato）は、マギンダナオ族の言葉の kuta wato あるいはマレー語の kota batu が由来で、どちらも意味は「石の要塞」である。この地には古くからマギンダナオ族の王国の本拠があったが、16世紀にジョホールから来たシャリーフ・ムハンマド・カブンスワン（Shariff Mohammed Kabungsuwan）がイスラム教を紹介して王族の姫と結婚、マギンダナオ王国はスルタンに率いられコタバト平野の農業力を背景とする強大な国家となった。スルタン・クダラットが治めた17世紀にはミンダナオ全島を支配し、マニラのスペイン人植民政府も手の出せない存在となったが、やがて勢力も衰え、19世紀半ばにはコタバト市もスペイン人の支配するところとなった。1903年には新たな支配者のアメリカ植民地政府がモロ州の一部としている。
コタバト市には1942年に日本軍が上陸、その後1945年にはフィリピン奪回を図るアメリカ軍との間で激戦地となっている。
コタバトは戦後コタバト州に属していたが、コタバト州が分割された現在では北マギンダナオ州に囲まれながらどの州にも属さない街になっている。

## 対外関係

### 姉妹都市･提携都市
- ジョホールバル（マレーシア連邦 ジョホール州）
- バンドン市（インドネシア共和国 西ジャワ州）